# Владетели на Гаета
Това е списък на ипатите, консулите, патрициите и херцозите на Гаета

## Гръцка династия

### Ипати
- Константин (839-866)
- Марин I (866-890)
- Доцибилис I (867-906)
- Йоан I (867-933 или 934), също патриций от 877

### Херцози
- Доцибилис II (914 или 915]]-954), ко-hypatus от 906
- Йоан II (954-962 или 963), ко-херцог от 933 или 934, консул
- Грегорий (962 или 963-978)
- Марин II (978-984)
- Йоан III (984-1008 или 1009), ко-херцог от 979
- Йоан IV (1008 или 1009-1012, ко-херцог от 991
- Лео I (1012), узурпатор 1042
- Йоан V (1012-1032), също консул
  - Емилия, баба, регент (1012-1027)
  - Лео II, чичо, тутор (1015-1024)

## Лангобардска династия

### Херцози
- Пандулф I (1032-1038)
- Пандулф II (1032-1038), ко-херцог
- Гваймар (1038-1045)
  - Ранулф (1041-1041)
  - Асклетин (1045)
- Атенулф I (1045-1062), също граф на Аквино
- Атенулф II (1062-1064), също граф на Аквино
  - Мария, регент (1062-1065), дъщеря на Пандулф I, съпруга на Атенулф I и Вилхелм I, и майка на Атенулф II и Ландон

## Норманска династия

### Херцози и консули
- Вилхелм I (1064)
- Ландон (1064-1065), също граф на Траието
- Данибалдо (1066-1067)
- Гофредо (1068-1086)
- Региналд (от 1086]])
- Гвалган (1091)
- Ландулф (1091-1103)
- Вилхелм II (1103-1104 или 1105)
- Рихард II (1104 или 1105-1111)
- Андрей (1111-1112)
- Йонатан (1112-1121)
- Рихард III (1121-1140)